# Jiro Taniguchi
Jiro Taniguchi (谷口 ジロー, Taniguchi Jirō, 14 de agosto de 1947 – 11 de fevereiro de 2017) foi um roteirista e desenhista japonês de mangá.

## Carreira

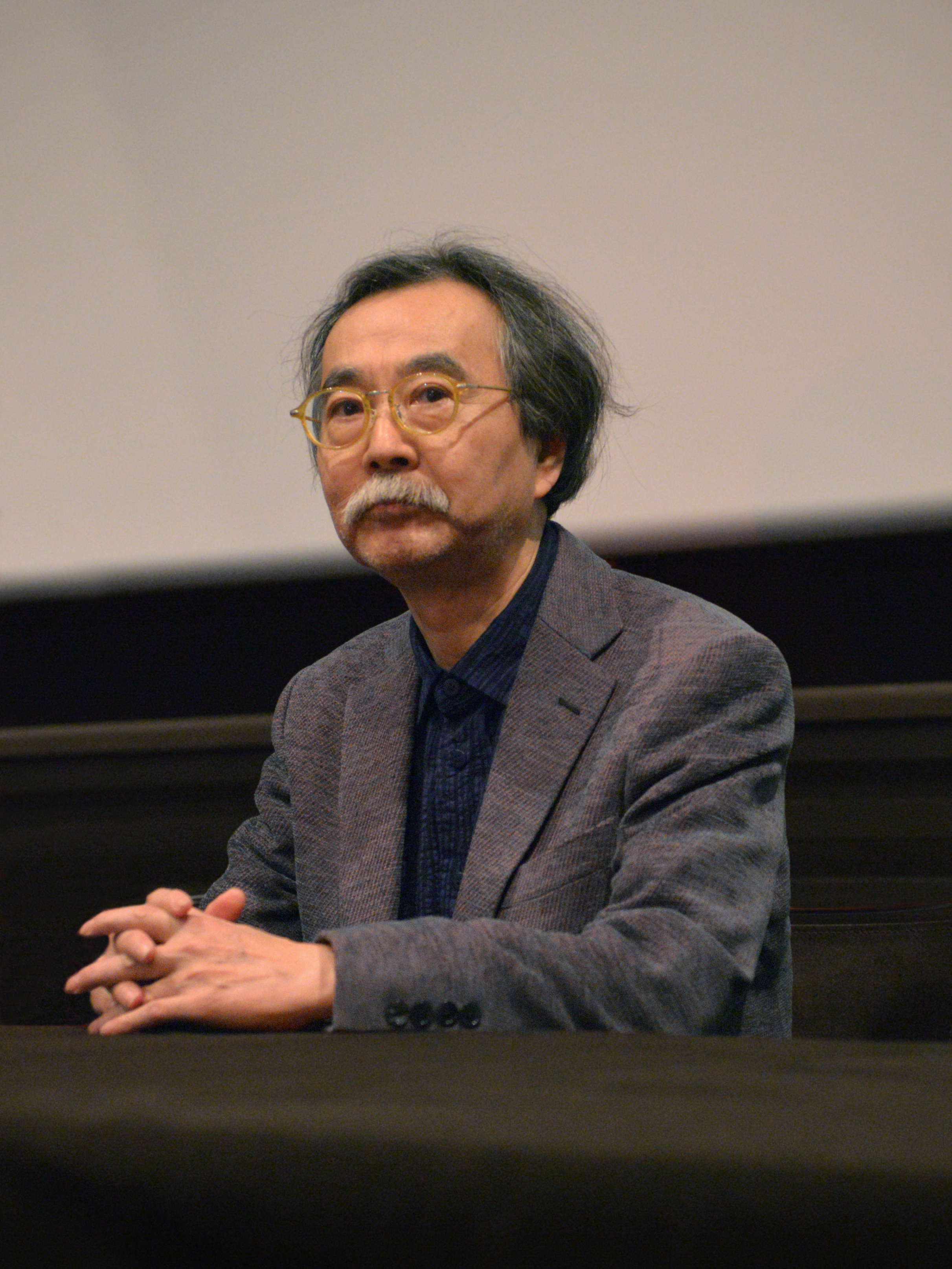
Jiro Taniguchi no Festival Internacional de banda desenhada de Angoulême em 2015.

Taniguchi começou a sua carreira como assistente do artista de mangá Kyota Ishikawa.  Fez sua estreia  nos mangás em 1970, com Kareta Heya (Um Verão Ressecado), publicado na revista Young Comic.
De 1978 a 1986, ele criou vários quadrinhos policiais com o roteirista Natsuo Sekigawa, tais como Cidade Sem Defesa, O Vento do Oeste é Branco e Lindo 3. De 1987 a 1996, Taniguchi e Natsuo Sekigawa produziram a série em 5 volumes Botchan no Jidai. Em 1990, ele lançou  vários álbuns, entre os quais Aruku Hito (歩くひと) , Chichi no Koyomi (父の暦)
Em 1980-1983, colaborou com Garon Tsuchiya nos mangás Blue Fighter (青の戦士, Ao no Senshi) , Knuckle Wars (ナックル・ウォーズ, Nakkuru Wōzu) (ナックル・ウォーズ, Nakkuru Wōzu') e Live! Odyssey (LIVE! オデッセイ).
Taniguchi ilustrou as obras de Baku Yumemakura, Garouden de 1989-1990 e Kamigami no itadaki (A Cúpula dos Deuses) de 2000 a 2003. Mais tarde recebeu prêmios no Festival Internacional de banda desenhada de Angoulême em 2002 e 2005.
Em 1997, criou a série Ikaru (Ícaro), com textos de Mœbius.
Jiro Taniguchi ganhou vários prêmios por seu trabalho; entre outros, o Prêmio Cultural Osamu Tezuka (1998) pela série Botchan no Jidai, o prêmio Shogakukan com Inu o Kau, e em 2003, o Alph Art de melhor roteiro no Festival de Angouleme por Um Bairro Distante. A sua obra tem sido traduzida para muitos idiomas. O cineasta mexicano Guillermo del Toro elogiou seu trabalho, afirmando que "Taniguchi foi um poeta do mangá. O Kieslowski das páginas. Um sereno e profundo observador do mundo."
Taniguchi morreu em 11 de fevereiro de 2017, em Tóquio, com a idade de 69 anos.

### Da década de 1980 e anteriores
- 1979 - Lindo 3!
- 1980 - Muboushi Toshi
- 1980 - Ooinaru Yasei
- 1981/03 - Jiken Ya Kagyou - Trouble is my Business
- 1982/03 - Blue Fighter (Ao no Senshi)
- 1982/03 - Hunting Dog
- 1983/08 - Knuckle Wars – The Fist of Rebellion (Nakkuru Wōzu – Ken no Ran)
- 1983/03 - Shin Jiken Ya Kagyou - New Trouble is my Business
- 1983/09 - Live! Odyssey
- 1984/02 - Seifuu Ha Shiroi
- 1984/12 - Rudo Boy
- 1985/10 - Enemigo
- 1986/01 - Hotel Harbour View
- 1986/10 - Blanca
- 1987/06 - Botchan no Jidai (坊っちゃんの時代), baseado em Botchan, um romance de 1906 por Natsume Sōseki

- 1988/05 - K
- 1988/06 - Ice Age Chronicle of the Earth

### Anos 1990
- 1990/01 - Hara Shishi Jiten
- 1990/09 - Garouden )
- 1991/06 - Samurai Non Grata
- 1992/04 - Aruku Hito -(歩くひと,  ed. portuguesa: O Homem que Caminha; colecção Clássicos da Banda Desenhada-Série Ouro. Correio da Manhã, 2005/ed. brasileira:O Homem que Caminha , ed. Devir)[5]
- 1992/09 - Kaze no Sho (traduzido em inglês como Samurai Legend)
- 1992/10 - Inu wo Kau
- 1993/09 - Keyaki no Ki (traduzido em francês L'orme du Caucase)
- 1994/09 Mori He - Na Floresta
- 1994/11 - Chichi no Koyomi (ed. portuguesa: O Diário do Meu Pai, coleção Novela Gráfica, Levoir/Público, 2015)
- 1996/04 - Benkei in New York (N.Y.の弁慶) (N.Y.の弁慶 Benkei in New York?)
- 1996/07 - Blanca II (Cão de Deus)
- 1997/10 - Kodoku no Gourmet (ed. brasileira:Gourmet. Ed. Conrad, 2009)
- 1998/09 - Haruka na Machi e (traduzido em inglês como Um Bairro Distante - traduzido em francês, como Quartier Lointain)
- 1999/01 - Tóquio Genshi Gyou
- 1999/12 - Sousaku Sha - Quest para a Menina desaparecida

### Anos 2000
- 2000/11/30 - Ikaru
- 2000/12 - Kamigami no Itadaki (A Cúpula dos Deuses)
- 2002/09 - Ten no Taka - Sky Hawk
- 2004/11 - Toudo no Tabibito - O Gelo Wanderer
- 2005/03 - Seton
- 2005/12 - Hare Yuku Sora (晴れゆく空) - Um Céu Azul Brilhante> (traduzido em francês, como Un ciel radieux)
- 2006/03 - Sampo Mono
- 2007/09 - Mahou no Yama (A Montanha Mágica)
- 2008/03 - Fuyu no Doubutsuen (Um Zoológico no Inverno)

### 2010
- 2013 - Tomoji (とも路)
- 2013 - My Year